# Aleksander Michał Pociej
Aleksander Michał Pociej (ur. 1774, zm. przed 13 czerwca 1846) – ostatni oboźny wielki litewski, polski działacz patriotyczny, wolnomularz.

## Biografia
Urodził się jako pogrobowiec Leonarda Pocieja. W dzieciństwie znajdował się pod opieką dziadka macierzystego, Albrechta Radziwiłła, oraz ojczyma, Michała Antoniego Granowskiego, pisarza wielkiego koronnego i sekretarza wielkiego koronnego.
Już na progu kariery publicznej otrzymał od króla Stanisława Augusta Poniatowskiego ordery Świętego Stanisława (dokładna data nieznana) i Orła Białego(21 listopada 1793 lub 4 stycznia 1795).
Przed 18 lutego 1794 został mianowany oboźnym litewskim.  29 czerwca przybył do Wilna, gdzie został jednym z adiutantów Jakuba Jasińskiego. Został ciężko ranny 4 listopada w trakcie obrony Pragi, co upamiętnił Adam Mickiewicz w Księdze VI Pana Tadeusza, wspominając, iż hrabia Pociej po insurekcji kościuszkowskiej wrócił na Litwę i wspierał Polaków udających się na emigrację oraz Legiony Polskie we Włoszech. Wiadomo również, że jeszcze wcześniej Aleksander Pociej przekazał na potrzeby powstania pokaźną sumę 20 tys. zł. Udział w insurekcji przypłacił zajęciem dóbr przez władze rosyjskie, które jednak po pewnym czasie oddały je w kuratelę Ludwikowi Tyszkiewiczowi i Michałowi Granowskiemu, którzy mieli odpowiadać za przyszłe zachowanie Pocieja.
W 1802 oboźny uczestniczył w powitaniu Aleksandra I w Wilnie. W kolejnych latach fundował stypendia dla studentów Uniwersytetu Wileńskiego i uczestniczył w przygotowaniach do powstania na Litwie. Po wkroczeniu wojsk Napoleona został członkiem komitetu organizującego wojsko litewskie, na którego potrzeby znowu przekazał darowiznę. Po klęsce Napoleona w Rosji przejściowo znalazł się w Krakowie (1813), lecz już latem 1815 przewodniczył w tzw. Komisji Radziwiłłowskiej powołanej do rozstrzygania spraw spadkowych po Dominiku Radziwille.
W grudniu 1817 został delegatem powiatu trockiego na sejmik gubernialny wileński, ale prawdopodobnie udziału w nim nie wziął. Natomiast pisemnie zgłosił wniosek o zorganizowanie składki na sprowadzenia zwłok Kościuszki do Wilna i wystawienia mu tam pomnika. Był jednym z założycieli Wileńskiego Towarzystwa Typograficznego (1818–1822), ale nie przejawiał tu większej aktywności.
Latem 1821 został przez Michała Römera przyjęty do Towarzystwa Patriotycznego. Za przynależność do tej ostatniej organizacji był więziony w 1826/1827, a następnie do marca 1830 znajdował się pod nadzorem policji.
Był członkiem lóż masońskich (co najmniej od 1810): Wielki Wschód Narodowy, Doskonała Jedność, Szkoła Sokratesa, Pochodnia Północna (Mińsk) i Zum Guten Hirten (Wilno).
Pokaźny majątek Pocieja, złożony zarówno z dóbr odziedziczonych po ojcu, jak i posagu żony, został poważnie uszczuplony przez ofiarność oboźnego i sekwestr rosyjski w czasie insurekcji kościuszkowskiej. Ostateczny cios fortunie rodowej zadały konfiskaty po powstaniu listopadowym.

## Rodzina
Żona – Anna z Korzeniowskich (zm. 1815), córka Kajetana, cześnika pińskiego. Syn – Teodor (1798–1852), powstaniec listopadowy, członek emigracji popowstaniowej, zmarł w nędzy w Paryżu jako ostatni przedstawiciel magnackiej linii Pociejów. Córka – Idalia (zm. 1839), żona pułkownika Adama Sołtana, a następnie Czudowskiego.